# Hugh Dowding
Marechal do Ar Hugh Caswall Tremenheere Dowding, 1 º Barão Dowding GCB , GCVO , CMG (Moffat, Dumfries, 24 de abril de 1882 - Londres, 15 de fevereiro de 1970), foi um oficial britânico da Royal Air Force. Era o comandante do Comando de Caça da RAF durante a Batalha da Grã-Bretanha, e é geralmente creditado  a ele o papel fundamental na defesa da Grã-Bretanha, e consequentemente, a derrota do plano de Hitler de a invadir.
Primeiro dos quatro filhos de um professor com a filha de um general. Depois de se mudar para a Inglaterra, foi educado no Winchester College e no Royal Military Academy, Woolwic. Casa-se pela primeira vez em  1918, torna-se viúvo em 1920, logo após o nascimento de seu filho Derek. Torna-se a casar em 1950 com Muriel Whiting, uma jovem viúva de guerra.

## Carreira Militar
Inicialmente serviu em Gibraltar, Ceilão, Hong Kong e Índia. Depois de retornar à Grã-Bretanha, em janeiro de 1912, ingressou na Escola Superior do Exército. Em 1913 foi destacado para a Artilharia Real Garrison, na Ilha de Wight. 
Interessado em aviação, fez um curso de aviador em escola de vôo em Brooklands. Em 19 de dezembro de 1913 ganhou seu certificado de aviador, voando um biplano Vickers. Frequentou a Escola Central Flying, onde ganhou as asas de piloto. Embora tenha sido adicionado a lista de reservas do Royal Flying Corps (RFC), Dowding, retornou a Ilha Wight para retomar suas funções na artilharia.

## Primeira Guerra Mundial
No entanto a estadia foi curta, pois, em Agosto de 1914, logo após o rebentar da Primeira Guerra Mundial , foi chamado como piloto do 7º Esquadrão do RFC. Inicialmente serviu como diretor do aeródromo que deveria funcionar como base de partida para as esquadrilhas inglesas a serem transferidas para a outra extremidade do Canal da Mancha.
No início de 1915 confiaram-lhe o comando daquele que mais tarde seria chamado de Wireless Squadron (Esquadrão de Rádio): pioneiro no campo das telecomunicações entre as bases e os aviões em voo.
No verão de 1917 foi promovido a General de Brigada, com então 35 anos. Por algum tempo depois da guerra seguiu exercendo cargos no Ministério, alternando com missões diplomáticas no Iraque e na Palestina.
A partir de 1939, na qualidade de membro aeronáutico para reabastecimento e pesquisa começou a preocupar-se com o parque aeronaútico, considerado um dos mais obsoletos da Europa.
São sobretudo mérito seu as pesquisas e desenvolvimento de alguns elementos que futuramente seriam decisivos nas guerra. Entre eles estão o radar e os dois caças fundamentais na batalha: o Hurricane e o Spitfire.

## Segunda Guerra Mundial
Em 1940, tinha 58 anos; seu brevê de piloto datava de 1913. Desde o dia 1 de abril de 1936 que era Comandante-Chefe do Comando de Caças da RAF, um dos três novos comandos da RAF, que haviam sido criados naquele ano. Os outros dois, eram, o Comando de Bombardeamento e o Comando de Defesa Costeira. Por quatro ou cinco anos antes da guerra, Dowding fortalecera as forças aéreas  de seu país, criando uma rede defensiva de vigilância e alarme, baseada em um novíssimo invento , de aplicações militares aparentemente revolucionária, o radar.
Por isto quando Hitler desencadeou, a Operação Leão Marinho. ele estava preparado. Não tinha todos os caças disponíveis: Churchil, havia designado seus aviões para proteger a França, onde os alemães os abatiam como pássaros, além disto, seu pilotos não tinham a experiência dos pilotos da Luftwaffe.
Esta experiência havia sido adquirida durante a Guerra Civil Espanhola, que serviu de encubadora aos pilotos alemães, onde puderam testar seus novos aviões em condições reais de combate.
Nos primeiros dias de Agosto de 1940, Hitler se reuniu com o alto-comando, o Marechal Hermann Goering, garantiu que " dentro de duas ou três semanas a Inglaterra estaria de joelhos", o que permitiria desencadear a segunda fase da operação, que seria a invasão da ilha.
Batalha da Inglaterra
Durante a Batalha da Inglaterra, surgiram duas concepções sobre a estratégia considerada mais eficaz, com relação aos enxames de bombardeiros alemães. Enquanto Downding preferia o uso de um número limitado de aparelhos, que seriam lançados em ocasiões oportunas sobre o inimigo, alguns de seus comandantes - e também seu Chefe de Estado Maior - achavam melhor aquela que depois seria chamada a "tática das grandes formações", isto é, o emprego de grande esquadrilhas por ocasião de um ataque, mesmo com o risco de deixar desguarnecidos setores inteiros da frente de defesa. Dessa controvérsia originou-se o afastamento de Downding, "para repouso", logo após o final da batalha.

## Pós-guerra
Espiritismo
Após se aposentar, Dowding aderiu ao Espiritismo e se interessou ativamente por tal doutrina, sendo escritor e palestrante. Seu primeiro livro sobre o assunto, Many Mansions, foi escrito em 1943, seguido por Lychgate (1945) e The Dark Star and God's Magic. Rejeitando o Cristianismo convencional, ele se juntou à Sociedade Teosófica, que defende a crença  na reencarnação e na mediunidade. Ele também abraçou a causa do bem-estar animal. Ele escreveu em Lychgate que conversava com "garotos da RAF" mortos na Segunda Guerra Mundial em seu sono.
O Marechal do Ar Sir Hugh Dowding, considerado o Espírita número 1 da Inglaterra, solicitou, em 30 de julho de 1952, ao Parlamento inglês o reconhecimento do Espiritismo como religião naquele país, no que foi atendido.
Sabe-se que Dowding, a fim de verificar os pontos fracos das operações dos nazistas, dialogava com os aviadores mortos nos combates, nas sessões que realizava, em que uma das médiuns era sua própria esposa.